# Oberea atricilloides
Oberea atricilloides är en skalbaggsart som beskrevs av Stefan von Breuning 1964. Oberea atricilloides ingår i släktet Oberea och familjen långhorningar. Inga underarter finns listade i Catalogue of Life.